# Magic Windows
Albums de Herbie Hancock
Herbie Hancock Trio
(1981) Lite Me Up!
(1982)
Magic Windows est un album d'Herbie Hancock sorti en 1981.

## Titres
1. "Magic Number" 7 min 21 s - chanté par Sylvester
2. "Tonight's the Night" 6 min 28 s
3. "Everybody's Broke" 7 min 05 s
4. "Help Yourself" 6 min 40 s
5. "Satisfied With Love" 6 min 28 s
6. "The Twilight Clone" 8 min 15 s

## Musiciens
- Herbie Hancock (claviers)
- Melvin "Wah Wah" Watson (guitares)
- Ray Parker Jr. (guitares)
- Sylvester (chant)
- Louis Johnson (Basse)
- Paulinho da Costa (percussions)
- Adrian Belew
- the Escovedo Siblings